# John Winston Jones
John Winston Jones, född 22 november 1791 i Amelia County, Virginia, död 29 januari 1848 i Chesterfield County, Virginia, var en amerikansk demokratisk politiker. Han var den 20:e talmannen i USA:s representanthus 1843-1845.
Han inledde 1813 sin karriär som advokat i Chesterfield County. Han var ledamot av representanthuset 1835-1845. Han blev 1846 invald i Virginia House of Delegates, underhuset i delstatens lagstiftande församling, där han också valdes till talman. Han lämnade delstatens lagstiftande församling 1847 på grund av dålig hälsa.
Graven finns på Jones plantage Dellwood nära Petersburg, Virginia.